# Чефф, Уолтер
Уолтер Чефф (англ. Walter Chaffe; 2 апреля 1870, Данстед — 22 апреля 1918) — британский полицейский и перетягиватель каната, призёр летних Олимпийских игр.
На Играх 1908 в Лондоне Чефф участвовал в турнире по перетягиванию каната, в котором его команда заняла третье место. На следующей Олимпиаде в Стокгольме его сборная заняла второе место, проиграв в единственной схватке Швеции.